# توازن القشرة الأرضية

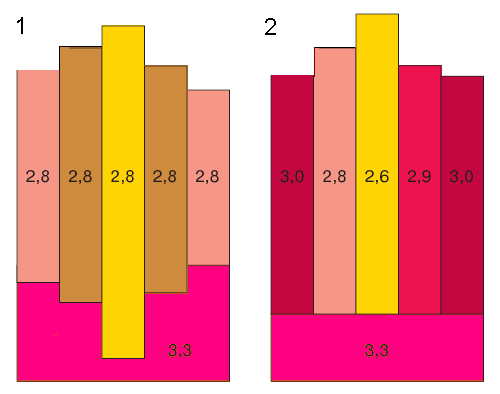

توازن القشرة الأرضية أو التوازن الأرضي (بالإنجليزية: Isostasy)‏، هي نظرية تؤمن بأن ارتفاع الكتل القارية بالنسبة للأحواض المحيطية إنما يرجع إلى أن الصخور التي تتكون منها كتل القارات هي صخور قليلة الكثافة خفيفة الوزن والتي لا بد وأن تطفو فوق صخور ثقيلة الوزن والمرتفعة الكثافة، والتي تتكون منها قيعان الأحواض المحيطية. ولذلك تبدو تلك الكتل كالسفن الطافية فوق سطح الماء. ويمكن القول كذلك بأن السلاسل الجبلية ترتفع هي الأخرى فوق سطح القارات لأنها تتكون من صخور قليلة الكثافة لها جذور تمتد إلى أعماق بعيدة عن سطح الأرض.
وتعتبر نظرية التوازن من النظريات التي أصبحت اليوم في حكم القوانين الجيولوجية. وترى هذه النظرية أن هناك توازناً بين التضاريس الموجبة والتضاريس السالبة في القشرة الأرضية وأن الكتل القارية قليلة الكثافة تطفو فوق الصخور الكثيفة التي تتألف منها قيعان المحيطات. وقد شبه كلارنس دوتون توازن أجزاء سطح الأرض فوق المواد السفلية من قشـرة الأرض (أو بمعنى آخر طوفان جبال السيال فوق بحار السيما) بطوفان جبال الثلج العائمة فوق مياه البحار القطبية.
ويمكن تحقيق هذه الصورة عملياً في المعمل عند وضع كتل أو مكعبات من الخشب في حوض به ماء، فيلاحظ المشاهد أن كتل الخشب تطفو فوق سطح الماء بارتفاعات تتناسب مع أطوالها المختلفة ويطلق على هذه الحالة تعبير «حالة التوازن المائي».
ومن هنا استنتج دوتون أن هناك حالة من التجاوب الدائم بين مستوى سطح السيما ووزن السيال الطافي فوقها، حيث أن كل نقص في إحداهما لا بد أن يعوضه زيادة في الآخر. وهكذا تتميز قاعدة قشرة الأرض عن بقية مواد باطن الأرض عن طريق الضغط المتساوي فوق السيما، وعند حالة التوازن التام يطلق على القشرة الأرضية أنها متوازن فوق ما تحتها من مواد ويسهل أيضاً تحديد مستوى التوازن الذي يفصل بين الكتل الصخرية الطافية المكونة للجبال والهضاب وبقية المواد السفلية للقشـرة الأرضية وباطن الأرض. ومن نتائج دراسات داتون يتضح أن مستوى التوازن يقع على أعماق متشابهة من سطح الأرض، ويمتد على طول استقامته أسفل التكوينات السيالية.